# 奎希河畔奥芬巴赫
奎希河畔奥芬巴赫是德国莱茵兰-普法尔茨州的一个市镇。总面积15.24平方公里，总人口6155人，其中男性3054人，女性3101人（2011年12月31日），人口密度404人/平方公里。